# Avram Iancu Emlékház
Az Avram Iancu Emlékház műemlék Romániában, Fehér megyében, Jencsesten. A romániai műemlékek jegyzékében az AB-II-a-A-00238 sorszámon szerepel.

## Története
A házat Avram Iancu szülei építették 1800–1801 körül. 1924-ben az ASTRA egyesület melléképületekkel bővítette, és múzeumot alapított benne. A melléképületben működött 1972-ig a falu elemi iskolája. 1972-ben, Avram Iancu születésének századik évfordulóján a múzeumot újjászervezték.

## Leírása
A ház a Mócvidékre jellemző stílusban épült, csúcsos háztetővel és négy félkör alakú árkáddal. A múezum történelmi részében fényképek, családi okiratok, és Avram Iancu személyes tárgyai láthatók, többek között gimnáziumi bizonyítványai és végrendelete. A néprajzi részben móc népviselet, a tájegységre jellemző edények és szerszámok láthatóak.